# 高謙 (弘治進士)
高謙（1462年—？），字天益，直隸永平府灤州人，民籍，明朝政治人物。

## 生平
順天府鄉試第七十名舉人。弘治六年（1493年）中式癸丑科會試第一百九十六名，三甲第六十九名進士。授丹阳县知县，

## 家族
曾祖高顯；祖父高昺，巡檢；父高璁，臨邑知縣。母謝氏。慈侍下。